# Pablo d'Ors
Pablo d'Ors (Madrid, 1 de julio de 1963) es un sacerdote católico y escritor español.

## Biografía
Pablo d´Ors nació en Madrid, en 1963, en el seno de una familia de artistas, y se formó en un ambiente cultural alemán. Es nieto del ensayista y crítico de arte Eugenio d'Ors, hijo de Juan Pablo d’Ors Pérez-Peix, médico humanista, y de María Luisa Führer. Es discípulo del monje y teólogo Elmar Salmann.

### Estudios y sacerdocio
Tras graduarse en Nueva York y estudiar Filosofía y Teología en Roma, Praga y Viena —donde se especializó en germanística—, se doctoró en Roma en 1996, bajo la dirección de su maestro Elmar Salmann, con una tesis titulada «Teopoética. Teología de la experiencia literaria». Fue ordenado sacerdote en 1991, y destinado a la misión claretiana de Honduras, donde desplegó una labor evangelizadora y social.
De vuelta a España, compaginó su trabajo pastoral —como coadjutor parroquial primero y como capellán universitario y hospitalario después— con una labor docente como profesor de Dramaturgia y de Estética teológica en diversos centros superiores de España y de Argentina. Tras conocer al jesuita Franz Jalics, en 2014 fundó la asociación "Amigos del Desierto", cuya finalidad es profundizar y difundir la dimensión contemplativa de la vida cristiana. Poco después fue nombrado consejero del Pontificio Consejo de la Cultura por designación expresa del papa Francisco. El 31 de enero de 2025, el obispo español José Ignacio Munilla expuso que el planteamiento intelectual y religioso de Pablo d'Ors rompería con el Magisterio de la Iglesia.

### Trayectoria literaria
Su trayectoria como novelista comenzó en 2000. Jordi Gracia García encontró en los relatos de El estreno (2000) de Pablo d'Ors una forma de equivocidad literaria «estimulante y sugestiva», que «basculaba entre la crónica del escritor con nombre y la fabulación inventiva».

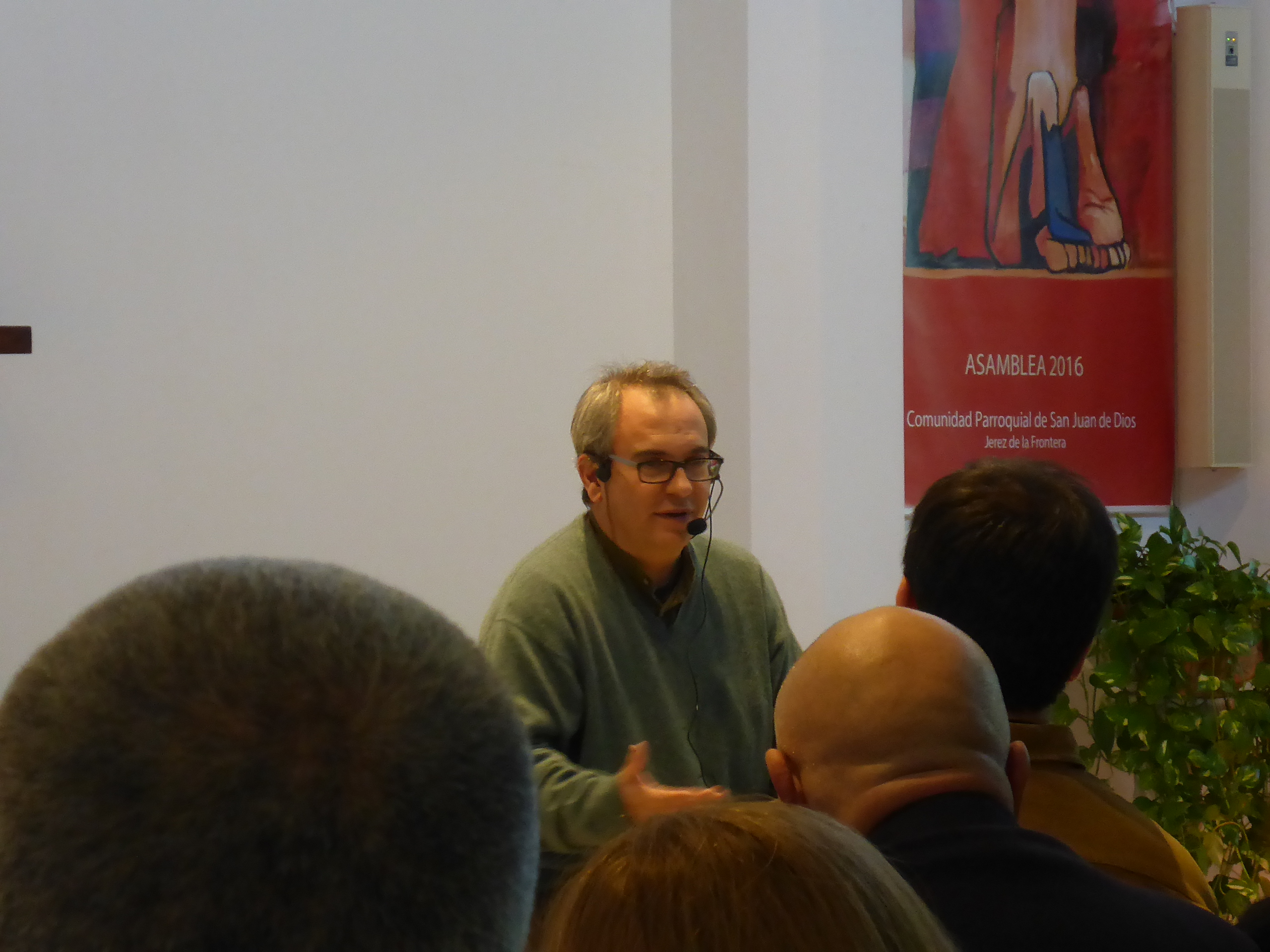
Disertando en una conferencia

Entre 2001 y 2007 compatibilizó su tarea creativa con la crítica literaria en el suplemento cultural del diario ABC. Su novela Andanzas del impresor Zollinger fue adaptada al teatro y representada en 2011 en Italia. Su obra literaria se asocia con la tradición de la novela modernista europea, emparentadas principalmente con la literatura de Franz Kafka, Thomas Mann, Elias Canetti, Milan Kundera y Hermann Hesse, de quien se considera «un heredero».  Sus obras han tenido una buena acogida por la crítica y el público.
Desde sus inicios literarios Pablo d’Ors publicó tres trilogías: la Trilogía del fracaso —El estreno (2000), Las ideas puras (2000) y Contra la juventud (2015)—, la Trilogía de la ilusión —Andanzas del impresor Zollinger (2003), El estupor y la maravilla (2007) y Lecciones de ilusión (2008)— y la Trilogía del silencio —El amigo del desierto (2009), Biografía del silencio (2012) y El olvido de sí (2013)—. A ellas la siguieron la novela Entusiasmo (2017) que constituye el primero de los títulos de su nueva y homónima trilogía, y Biografía de la luz (Galaxia Gutenberg, 2021).
D'Ors tuvo un rápido reconocimiento crítico con su primera novela, Las ideas puras (2000), obra finalista del premio Herralde. El reconocimiento del público le llegó con su Trilogía del silencio, conformada por El amigo del desierto (Anagrama, 2009-2015), la aclamada Biografía del silencio (Siruela, 2012), que constituyó un auténtico fenómeno editorial, y El olvido de sí (Pre-textos, 2013), un homenaje a Charles de Foucauld, explorador de Marruecos y ermitaño en el Sahara, de quien se considera hijo espiritual. También atendió espiritualmente a los enfermos y moribundos en el Hospital Universitario Ramón y Cajal de su ciudad natal, de cuya experiencia salió el libro Sendino se muere (Fragmenta Editorial, 2012).
En la actualidad, Pablo d´Ors escribe y anima la red de meditadores "Amigos del desierto". 

## Pensamiento de d'Ors
D’Ors presenta la posibilidad de mejorar la vida a través del silencio y la atención, es decir, a través de la meditación. D'Ors señala que «meditar no es reflexionar», sino hacer silencio interior y exterior, evitando la dispersión. Meditar es una palabra latina que significa permanecer en el centro. Cuando se medita, se peregrina al centro de sí, para evitar la dispersión y lograr una mayor concentración y unificación. Por lo tanto, meditar no es un ejercicio de la inteligencia, no requiere activar esa facultad, ya que meditar no es equivalente a reflexionar.
Según D’Ors, «el principal mal es la dispersión porque estando en tantas cosas no se está en ninguna». La meditación fomenta la capacidad de atención. D’Ors cita a Simone Weil al señalar que el amor es tanto como estar atento, por lo cual preguntándose a qué se está atento se sabrá lo que se ama. Meditar lleva a estar atento o, lo que es lo mismo, a poder amar, que no es otra cosa que saber dar y recibir, ayudar y dejarse ayudar. La meditación realizada de esta forma sirve para combatir el egocentrismo.
Mientras que la meditación pone el acento o foco en la percepción, la reflexión centra la atención en las ideas y pensamientos propios. Con la percepción, se está en lo que se escucha, se siente y se percibe fuera de uno mismo. En ese sentido, meditar es una forma de salir de uno mismo y estar en la realidad. La meditación conduce a un enfoque más radical de la identidad mientras que el ruido es el verdadero terrorismo en el que se vive.

## Obra

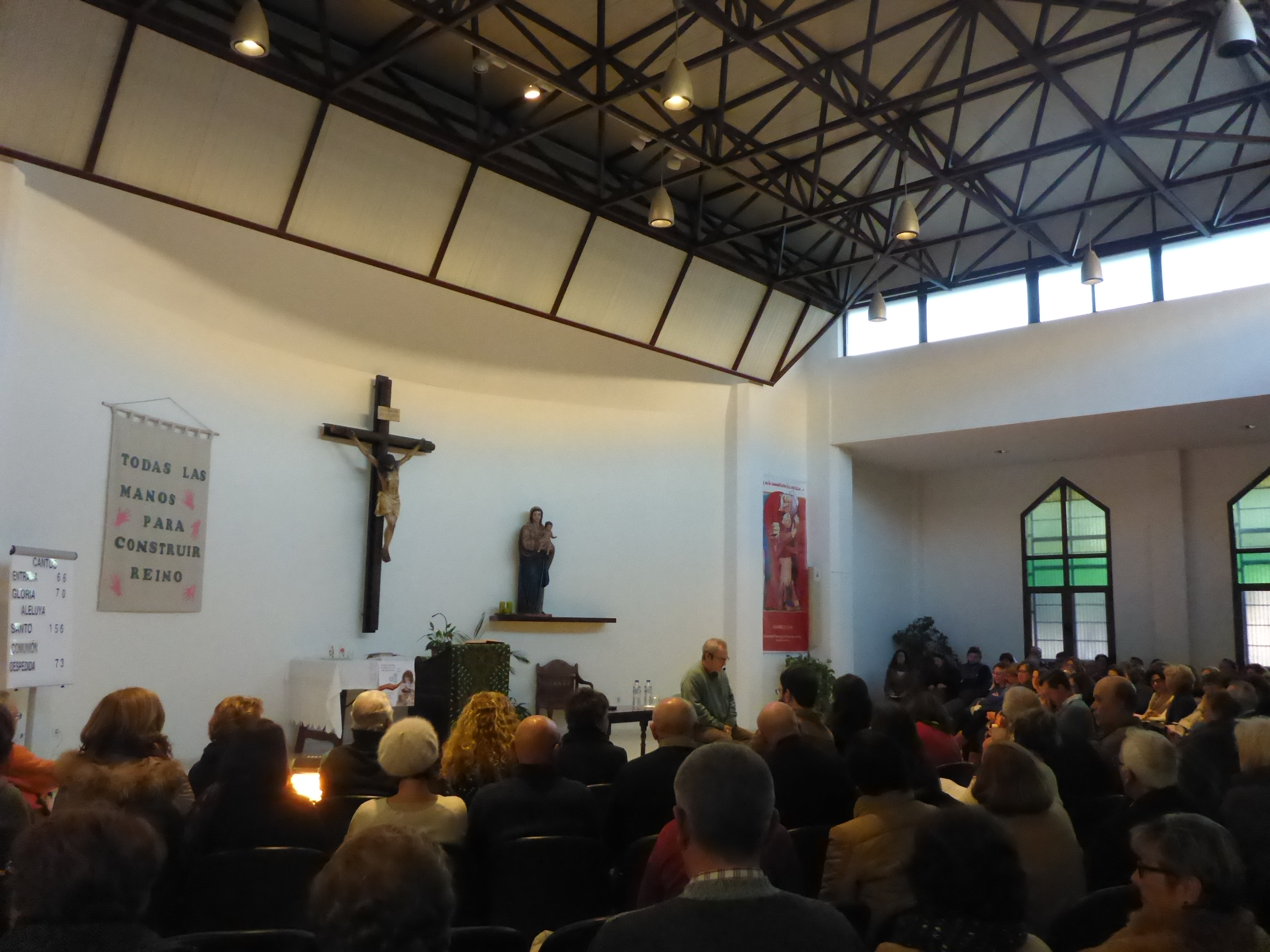
Charla impartida por Pablo d'Ors.

### Novelas
- Las ideas puras (Anagrama, 2000)
- Andanzas del impresor Zollinger (Anagrama, 2003; Impedimenta, 2013)
- El estupor y la maravilla (Pre-Textos, 2007)
- Lecciones de ilusión (Anagrama, 2008)
- El amigo del desierto (Anagrama, 2009)
- El olvido de sí (Pre-Textos, 2013)
- Contra la juventud (Galaxia Gutenberg, 2015)
- Entusiasmo (Galaxia Gutenberg, 2017)

### Relatos
- El estreno (Anagrama, 2000)
- Los contemplativos (Galaxia Gutenberg, 2023)

### Ensayos
- Sendino se muere (Fragmenta Editorial, 2012); ISBN 978-84-92416-58-5
- Biografía del Silencio (Siruela, 2012)
- Biografía de la luz (Galaxia Gutenberg, 2021)[14]

### Traducciones
- Peripècies de l'impressor Zollinger (Funambulista, 2006)
- Avventure dello stampatore Zollinger (Quodlibet, 2010)
- Die Wanderjahre des August Zollinger (Wagenbach, 2015)
- Il debutto (Aìsara, 2012)
- Biografia del silenci (Angle editorial, 2013)
- A Biografia do Silencio. Breve ensaio sobre meditaçao (Paulinas, 2014)
- Biografia del silenzio (Vita e pensiero, 2014)
- L´amico del deserto (Quodlibet, 2015)
- Sendino muore (Vita e pensiero, 2015)

### Obras colectivas
- Itinerarios interiores[15][16] editada por Lluís Ylla.